# Koral
『Koral』（コーラル）は、スペインのゲームクリエイターであるCarlos Coronadoが開発・発売したアクションパズルゲーム。日本のNintendo Switch版は『コーラル サンゴ海の探検』のタイトルでレイニーフロッグより発売されている。

## 概要
プレイヤーは海流となって海中を移動し、傷ついたサンゴ礁を再生させていく。奥行きのあるサイドビューのグラフィックで描かれた各エリアは汚水の壁で区切られており、サンゴに一定数の光を宿すなどのパズル要素を解くことで水が浄化され先へ進めるようになる。海の各所には光の粒の集合体が配置されており、これに触れると、世界の海洋の現状を伝えるメッセージが表示される。なお、プレイ中の基本操作は方向キーのみで行う。
本作開発者のCarlos Coronadoはスキューバダイビングを行っており、その中で、コモド島でのダイナマイト漁やフィリピンでのサンゴの白化現象の影響を目の当たりにしたことが本作の内容に反映されている。また、セーリングも趣味にしていることから、本作の開発の大半はスペインにある海洋保護区のポルト・リガトから出航したボート上で行われた。
影響を受けた作品として、Coronadoは、Netflix配信のドキュメント映画『チェイシング・コーラル -消えゆくサンゴ礁-』のほか、ゲームソフトでは『Flowery』『flOw』『ABZÛ』を挙げている。

## 受賞
- 2018 Unreal Dev Grants（他作品と共同）[3]
- GamingCat Awards 2019 「Millor joc en català（カタルーニャ最優秀ゲーム）」[4]